# Starachowice-Wieś
Starachowice-Wieś, Starachowice, Starachowice Dolne – dawna wieś, od 1952 część Starachowic, położona w środkowej części miasta, na lewym brzegu Kamiennej, u zbiegu ulic Hutniczej i Radomskiej. Wchodzi w skład osiedla Wzgórze.

## Historia
Starachowice to dawna wieś, która dała nazwę obecnemu miastu. Za Królestwa Kongresowego Starachowice przynależały do powiatu iłżeckiego w guberni kieleckiej. W I połowie XIX w. obok Starachowic powstała osada fabryczna dla obsługi największego ośrodka przemysłu metalowego Królestwa Polskiego, w obrębie Staropolskiego Zagłębia Przemysłowego.
Początkowo, w latach 1867–1870, Starachowice znajdowały się w gminie Starachowice, której były siedzibą. 13 stycznia 1870 gmina Starachowice została zniesiona w związku z przyłączeniem do niej pozbawionego praw miejskich Wierzbnika i równoczesnym przemianowaniem jednostki na gminę Wierzbnik. 18 sierpnia 1916 z gminy Wierzbnik wyłączono Wierzbnik, przekształcając go w odrębną gminę miejską), a już 1 listopada 1916 z pozostałej części gminy Wierzbnik (ze Starachowicami) utworzono nową gminę Styków,
W II RP Starachowice przynależały do woj. kieleckiego (powiat iłżecki), gdzie w 1921 roku (łącznie z osadą fabryczną Starachowice) liczyły 3474 mieszkańców. 31 października 1933 wieś Starachowice w gminie Styków podzielono na część wiejską i część fabryczną. Starachowice (Wieś) utworzyły gromadę o nazwie Starachowice, składającą się ze wsi Starachowice oraz gruntów kolejowych, natomiast w nowo powstałej osadzie Starachowice Fabryczne (utworzonej z kolonii Majówka, Bugaj, Sztolnia, Przykościelna, Robotnicza, Urzędnicza i innych) utworzono gromadę o nazwie Starachowice Fabryczne. Gromadę Starachowice Fabryczne połączono z miastem Wierzbnikiem 1 kwietnia 1939, nadając mu nazwę Starachowice-Wierzbnik. Natomiast Starachowice-Wieś zachowały dalej swoją odrębność jako gromada w gminie Styków.
Podczas II wojny światowej włączone do Generalnego Gubernatorstwa (dystrykt radomski, powiat starachowicki). Hitlerowcy znieśli gromadę Starchowice (a także gromady Starachowice Górne, Krzyżowa Wola i Wanacja), włączając ją do miasta Starachowice-Wierzbnik, które przemianowali na Starachowice.
Po wojnie powrócono do stanu sprzed wojny; gromady włączone przez hitlerowców do Starachowic odzyskały swoją samodzielność (w tym Starachowice-Wieś), a miasto powróciło do przedwojennej nazwy Starachowice-Wierzbnik. Zmieniono ją z powrotem na Starachowice dopiero 3 września 1949.
Starachowice-Wieś utraciły ostatecznie swoją samodzielność 1 lipca 1952, kiedy włączono je do miasta Starachowice w związku z nadaniem mu statusu powiatu miejskiego.